# Целиков, Николай Петрович
Николай Петрович Целиков (1881—1966) — российский и советский шахматист.

## Карьера
Начал играть в шахматы в 1890-е годы в Москве.
Участвовал в сеансах, которые проводил знаменитый российский шахматист М. И. Чигорин. В 1907 году в Московском шахматном кружке познакомился с А. А. Алехиным и сохранял с ним хорошие отношения до отъезда Алехина за рубеж.
В 1922 году был председателем Московского шахматного общества. Шахматные часы и членский билет № 1 именно за его подписью были преподнесены В. И. Ленину (потом это всё хранилось в музее В. И. Ленина).
В чемпионате Москвы 1922/23 года Целиков занял второе место.
Лучшая партия была им выиграна на первой шахматной Олимпиаде в 1920 году у мастера Абрама Рабиновича.
В журнале «Шахматы» вёл теоретический отдел. Публиковался и в других изданиях.
Умер в 1966 году.

## Преподавательская деятельность
Николай Петрович Целиков преподавал на историческом факультете МГУ иностранные языки: латынь и немецкий, читал лекции по русской литературе.